# Mucarabones (Toa Alta)
Mucarabones es un barrio ubicado en el municipio de Toa Alta en el estado libre asociado de Puerto Rico. En el Censo de 2010 tenía una población de 23221 habitantes y una densidad poblacional de 1.680,85 personas por km².

## Geografía
Mucarabones se encuentra ubicado en las coordenadas 18°23′0″N 66°13′22″O / 18.38333, -66.22278. Según la Oficina del Censo de los Estados Unidos, Mucarabones tiene una superficie total de 13.81 km², de la cual 13.77 km² corresponden a tierra firme y (0.36%) 0.05 km² es agua.

## Demografía
Según el censo de 2010, había 23221 personas residiendo en Mucarabones. La densidad de población era de 1.680,85 hab./km². De los 23221 habitantes, Mucarabones estaba compuesto por el 76.23% blancos, el 9.56% eran afroamericanos, el 0.41% eran amerindios, el 0.16% eran asiáticos, el 0.03% eran isleños del Pacífico, el 9.36% eran de otras razas y el 4.25% pertenecían a dos o más razas. Del total de la población el 99.13% eran hispanos o latinos de cualquier raza.